# Ohrid-Prespa grænseoverskridende biosfærereservat
Ohrid-Prespa grænseoverskridende biosfærereservat (makedonsk: Прекуграничен биосферен резерват „Охрид-Преспа“; albansk: Oher – Prespe, Rezerve Ndërkufitare Biosfere) er et biosfærereservat, der omfatter området Ohridsøen og Prespasøen i Nordmakedonien og Albanien. 
Reservatet blev oprettet i juni 2014 og omfatter en kombination af vandområder og omgivende bjergrelieffer, der dækker et område på 4.462,45 km2.

## Erklæring
Ohrid-Prespa-området blev erklæret som biosfærereservat den 11. juni 2014 på UNESCOs internationale kommissionssession i Jönköping, Sverige. Forslaget blev fremsat af det bilaterale sekretariat ved Lake Ohrid sammen med UNESCOs nationale kommissioner i Makedonien og Albanien samt deres respektive miljøministerier.

## Økologi
Ohrid-Prespa grænseoverskridende reservat omfatter forskellige økosystemer, lige fra de bjergrige områder omkring søerne til de tempererede subtropiske skove, der findes i lavere højder omkring søerne.Ohrid-Prespa søsystemet er et af de største i Europa af sin art. Begge søer har en enestående værdi på nationalt og internationalt plan på grund af deres geologiske og biologiske unikke karakter. Ohrid-søen er kendt for sine endemiske arter (over 200), hvoraf fem er begrænset til mikroøkosystemer i selve søen. Ti af de sytten fiskearter er endemiske, herunder Ohrid-ørreden (Salmo letnica).
Der er også endemiske og unikke skovområder som det, der er dækket af den makedonske fyr (Pinus peuce).
Pattedyr repræsenterer den næstvigtigste gruppe af arter i Ohrid-Prespa grænseoverskridende reservat, hvis beskyttelse er afgørende for reservatet. De omfatter balkan muldvarpen (Talpa stankovici), balkan los ( Lynx lynx martinoi ), ulv (Canis lupus), brun bjørn (Ursus arctos) og andre. Balkan-lossen er en usædvanlig sjælden art, der har en særlig høj symbolsk værdi. En fugleart i området af særlig opmærksomhed er den krøltoppet pelikan (Pelecanus crispus). Prespa-regionen er hjemsted for omkring 260 fuglearter, hvilket repræsenterer mere end halvdelen af fuglearterne i Europa. Omkring 140 arter yngler i dette område.

## Socioøkonomiske karakteristika
Ohrid-Prespa grænseoverskridende reservat har en anslået befolkning på 455.000, hvilket repræsenterer et område med kulturel, etnisk og religiøs mangfoldighed. Bebyggelserne ligger kun i overgangsområderne og omfatter demografisk relativt stabile bebyggelser, hvorimod andre befolkede områder (især byerne Ohrid og Struga ved bredden af Ohrid-søen og Pogradec i Albanien) modtager mange tusinde besøgende i løbet af turistsæsonen.
I Albanien er den lokale befolknings vigtigste økonomiske aktivitet landbrug, der stadig er til stede i overgangsområdet og nogle dele af stødpudezonen. For nylig har fødevareindustrien oplevet en betydelig udvikling (især i Korçë), parallelt med traditionelt landbrug, hvilket har givet anledning til ny bosætning.
Den vigtigste udviklingssektor i reservatets område er primærsektoren. I mange områder erstattes de enkelte småbrug med en mere intens produktionsform (såsom de store frugtplantager i Resen-området). I nogle bjergrige dele er skovbrug også en betydelig økonomisk aktivitet. Opdræt er også vigtig i hele grænseområdet.
Turisme er nøgleområdet for udviklingen af hele det grænseoverskridende biosfærereservat. Alene byen Ohrid modtager et stort antal besøgende i højsæsonen, seks gange så mange som dens indfødte befolkning (42.000).
Fiskeri er en anden nøgleaktivitet med økologiske og økonomiske konsekvenser for søerne.